# Kaya Scodelario
Kaya Rose Humphrey (Haywards Heath, Inglaterra; 13 de marzo de 1992), conocida profesionalmente como Kaya Scodelario, es una actriz británica. Ha alcanzado popularidad por sus papeles como Effy Stonem en el drama adolescente del canal de televisión británico E4, Skins (2007-2010, 2013), y Teresa en la serie de películas The Maze Runner (2014-2018). Otros papeles incluyen Catherine Earnshaw en Cumbres borrascosas de Andrea Arnold (2011), Karina Smyth en la secuela Piratas del Caribe: La venganza de Salazar, Carol Ann Boone en Extremely Wicked, Shockingly Evil, and Vile (2019), Haley Keller en Crawl y la problemática patinadora artística Katarina Baker en Spinning Out (2020), serie original de Netflix.

## Nacimiento y familia
Scodelario nació como Kaya Rose Humphrey el 13 de marzo de 1992 en Haywards Heath, West Sussex, Inglaterra. Su madre, Katia Scodelario, es una brasileña de Itu, São Paulo, que se mudó a Inglaterra en 1990; el apellido de Scodelario proviene del abuelo italiano de su madre. Su padre, Roger Humphrey, era polaco y murió en noviembre de 2010.
Los padres de Scodelario se divorciaron cuando ella tenía un año, y su madre la trajo a Londres cuando tenía cuatro años. Pasaron su primera noche en la calle antes de encontrar un piso de protección oficial en Holloway Road. Scodelario adoptó el apellido de su madre y hablaba portugués en casa. Asistió a la Bishop Douglass Catholic School y luego a la Islington Arts and Media School. Participó en las obras de teatro de la escuela y encontró en el teatro una vía de escape al acoso escolar. Su madre tuvo múltiples trabajos para llegar a fin de mes y sufrió una depresión clínica que empeoró durante la adolescencia de Scodelario por la tensión. Scodelario dijo que quería ayudar, pero no sabía cómo en ese momento y se mudó a un piso en el Camden.

## Carrera

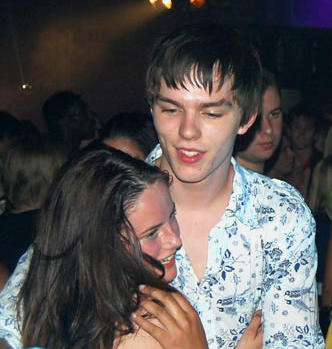
Nicholas Hoult y Kaya Scodelario en el escenario de Skins en 2007.

En 2007, a la edad de 14 años y sin experiencia en actuación, Scodelario fue elegida para la primera serie de Skins como Effy Stonem. En las audiciones, Scodelario se desanimó porque sentía que era demasiado joven, pero un productor le dijo que se quedara y le pidieron que leyera el papel. Si bien el papel de Scodelario en la primera serie tuvo líneas de conversación mínimas, su personaje se desarrolló considerablemente durante 2008. Finalmente se convirtió en el personaje central en las series de 2009 y 2010 después de que el elenco fuese reemplazado por una nueva generación de personajes. Esto convirtió a Effy en uno de los únicos personajes en aparecer desde la primera hasta la cuarta temporada . La filmación comenzó en julio y Scodelario dijo que el 18 de noviembre de 2009 fue su último día de filmación de la serie y que extrañaría estar en el programa.
Scodelario se fue después de la cuarta serie, dando paso a la tercera generación de personajes. Su actuación fue elogiada por la crítica, y fue nominada dos veces a la Mejor Actriz en los Premios TV Quick, en 2009 y 2010. En el episodio "Fire", una de las tres partes de la séptima (y última) temporada de Skins, Scodelario repitió el papel de Effy. Es una representación en dos partes de su vida como adulta, que dura dos horas. Ella afirma que "Fire" es "más como una película" y que podría relacionarse con la lucha de Effy para cambiar de adolescente a adulta.
Scodelario hizo su debut cinematográfico en la película de suspenso y ciencia ficción Moon, que se estrenó en el Festival de Cine de Sundance de 2009, recibiendo críticas positivas. En su segunda película, Shank, interpreta a una adolescente, Tasha. La película fue lanzada el 26 de marzo de 2010. Además, apareció en la nueva versión de 2010 de Clash of the Titans como Peshet.
En abril de 2010, Scodelario confirmó su casting como Cathy en una adaptación de Wuthering Heights dirigida por Andrea Arnold. La película se estrenó en el Festival de Cine de Venecia en septiembre de 2011. Las críticas fueron generalmente positivas, llegando incluso a ser aclamada como una "revelación desgarradora". Wuthering Heights también se presentó en varios festivales internacionales de cine, incluido el Festival Internacional de Cine de Toronto de 2011, el Festival de cine de Londres, y el Festival de cine de Sundance de 2012.

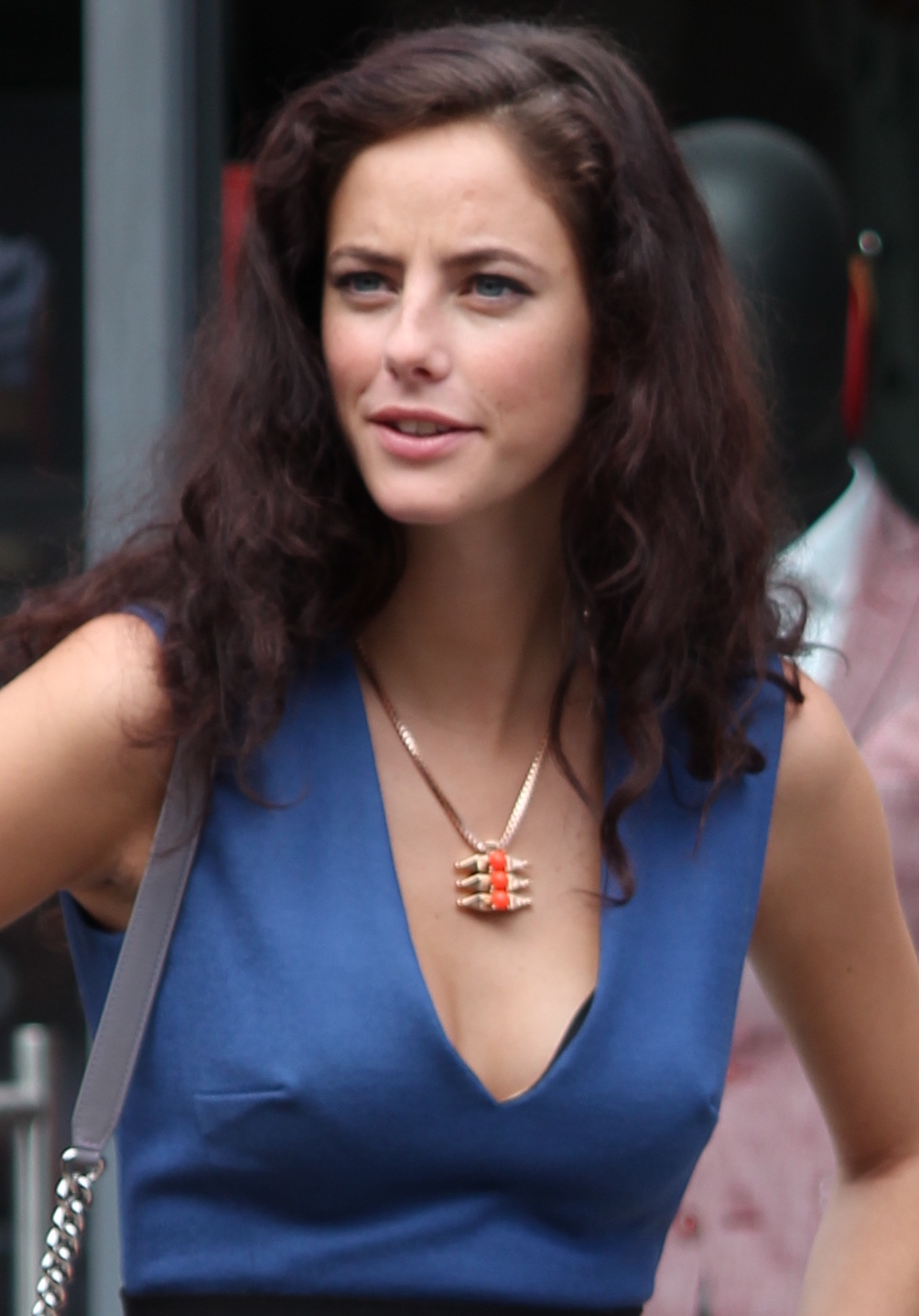
Kaya Scodelario filmando su video musical «Candy» en Old Spitalfields Market en agosto de 2012.

En 2011, firmó para interpretar a Sally Weaver en un thriller británico, Twenty8k. La película fue lanzada en septiembre de 2012. A finales de junio, Scodelario anunció que había firmado para protagonizar Now is Good con Dakota Fanning. La película está basada en la novela de Jenny Downham Before I Die, sobre una adolescente con leucemia que hace una lista de cosas que hacer antes de morir. Ella interpreta a Zoey, la mejor amiga de la protagonista. A finales de septiembre de 2011, Scodelario filmó la serie de televisión True Love para BBC One, una serie improvisada que comprende cinco episodios independientes, cada uno cubriendo un tema Diferente relacionado con el amor. Ella aparece en el tercer argumento como Karen, el interés amoroso de su maestra, interpretada por Billie Piper.

En enero de 2012, Scodelario hizo su primera película estadounidense, The Truth About Emanuel, en Los Ángeles. Ella interpreta al personaje principal, Emanuel, una niña problemática de 17 años que cuida al "bebé" de su nueva vecina Linda, que en realidad es una muñeca muy realista. Tuvo un lanzamiento limitado el 10 de enero de 2014. En abril de 2012, Scodelario filmó un cameo para la película Spike Island. También participó en una campaña publicitaria para la marca de joyería coreana J. Estina. En 2013 protagonizó la serie dramática de cuatro partes del Channel 4 Southcliffe, que cuenta la historia de una ciudad inglesa ficticia devastada por una serie de tiroteos, explorando la tragedia a través de los ojos de un periodista y personas cercanas a las víctimas.

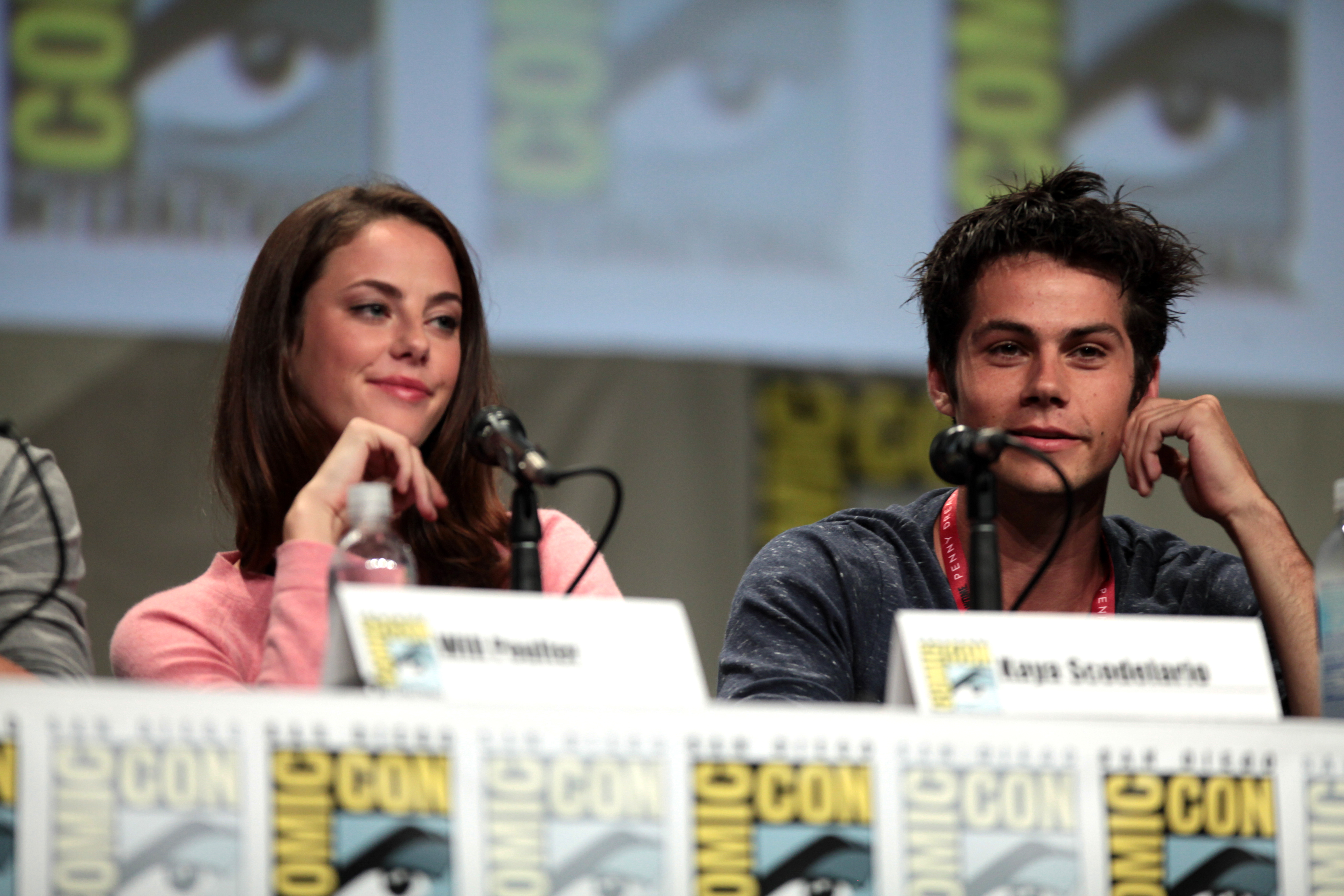
Kaya Scodelario y Dylan O'Brien en un panel para la película Maze Runner en San Diego Comic-Con International en julio de 2014

Firmó en la franquicia cinematográfica The Maze Runner en abril de 2013 como la protagonista femenina, Teresa, en la primera película, basada en la novela del mismo nombre de James Dashner lanzada en septiembre de 2014, y su secuela, Maze Runner: The Scorch Trials, lanzada en septiembre de 2015. Ella protagonizó papeles principales en el thriller de invasión de la casa Tiger House en 2015 y la adaptación cinematográfica de The Kings Daughter, sin embargo, después de finalizar la producción en 2014, esta película aún no se ha lanzado. También tuvo un papel protagonista en la secuela Pirates of the Caribbean: Dead Men Tell No Tales, lanzada el 26 de mayo de 2017.

Scodelario repitió el papel de Teresa en Maze Runner: The Death Cure. La película se iba a estrenar el 17 de febrero de 2017, pero después de que su coprotagonista Dylan O'Brien se lesionara en el set, la película se retrasó hasta el 26 de enero de 2018.

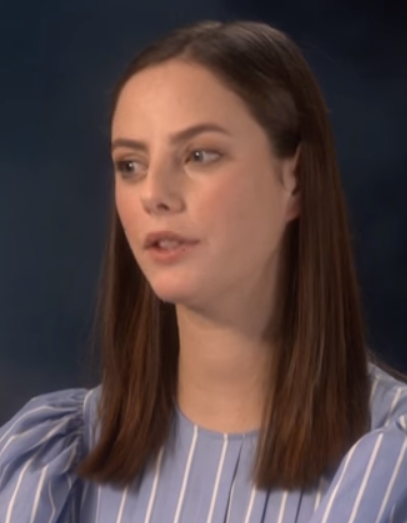
Scodelario 2018

El año 2019 trajo nuevos proyectos para Scodelario. El primero, lanzado en mayo de 2019, fue Extremely Wicked, Shockingly Evil, and Vile, sobre el asesino en serie Ted Bundy, donde interpreta a su esposa Carole Ann Boone. El segundo tiene a Scodelario como protagonista de la última película de terror de Alexandre Aja, Crawl, que se filmó en Belgrado y se lanzó en julio de 2019, con críticas positivas. Su siguiente película, Resident Evil: Bienvenidos a Raccoon City de 2021, vio a Scodelario liderar otra película de terror, esta vez interpretando al personaje del videojuego Claire Redfield como protagonista.
Scodelario firmó entonces para protagonizar una nueva serie de Netflix, un tenso drama de patinaje artístico llamado Spinning Out en 2019. Estrenada a principios de 2020, la serie exploraba las enfermedades mentales de varias personas en el seno de una familia y su interacción con los deportes de competición de alto nivel.
En la primavera de 2019, Scodelario se convirtió en la cara de la nueva línea de joyería de Cartier, Clash de Cartier, y filmó la última adaptación de la miniserie de Agatha Christie, The Pale Horse, para Amazon y BBC. Interpretará a Claire Redfield en Resident Evil: Welcome to Raccoon City. En agosto de 2021, Scodelario se unió a la dramedia Don't Make Me Go que se está desarrollando bajo Amazon Studios.

## Vida personal
Scodelario salió con su coprotagonista de Skins, Jack O'Connell, durante aproximadamente un año antes de separarse en junio de 2009, siendo buenos amigos. Mantuvo una relación con Elliott Tittensor desde finales de 2009 hasta principios de 2014. Durante su relación, apoyó a Tittensor tras su detención por atropellar a alguien mientras conducía un coche sin seguro.
Scodelario se casó con el actor Benjamin Walker en diciembre de 2015; comenzaron a salir durante el rodaje de The King's Daughter a principios de 2014. Ambos adoptaron posteriormente el apellido "Scodelario-Davis". Su primer hijo, llamado Roman, nació en noviembre de 2016. El actor Daniel Kaluuya es su padrino. El 18 de septiembre de 2021, Scodelario anunció que estaba embarazada de su segundo hijo. En diciembre de 2021, dio a luz a una hija. Se separaron a principios de 2024.
Fue elegida en el puesto 13 de la edición británica de las 100 Mujeres más Sexys del Mundo 2010 de FHM. Scodelario reveló que tiene dislexia en 2010.
En octubre de 2017, en el marco del movimiento #MeToo, Scodelario denunció que había sido agredida sexualmente trece años antes por alguien que está protegido por "miembros de su familia" en Brasil.

## Filmografía

### Películas
| Año  | Título                                           | Personaje                | Notas           |
| ---- | ------------------------------------------------ | ------------------------ | --------------- |
| 2009 | Moon                                             | Eve Bell                 |                 |
| 2010 | Clash of the Titans                              | Peshet                   |                 |
| 2010 | Shank                                            | Tasha                    |                 |
| 2011 | Wuthering Heights                                | Catherine Earnshaw       |                 |
| 2012 | Now is Good                                      | Zoey Walker              |                 |
| 2012 | Twenty8k                                         | Sally Weaver             |                 |
| 2012 | Spike Island                                     | Vendedora de camisetas   |                 |
| 2013 | The Truth About Emanuel                          | Emanuel                  |                 |
| 2013 | Walking Stories                                  | Sara Campbell            | Cortometraje    |
| 2014 | The Maze Runner                                  | Teresa                   |                 |
| 2014 | Tiger House                                      | Kelly                    |                 |
| 2014 | A Plea for Grimsby                               | Novia de Jone            | Cortometraje    |
| 2015 | Maze Runner: The Scorch Trials                   | Teresa                   |                 |
| 2017 | Pirates of the Caribbean: Dead Men Tell No Tales | Carina Smyth             |                 |
| 2018 | Maze Runner: The Death Cure                      | Teresa                   |                 |
| 2019 | Extremely Wicked, Shockingly Evil, and Vile      | Carole Ann Boone         |                 |
| 2019 | Crawl                                            | Haley Keller             |                 |
| 2021 | Resident Evil: Bienvenidos a Raccoon City        | Claire Redfield          |                 |
| 2022 | The King's Daughter                              | Marie-Joséphe D'Alembert | Filmada en 2014 |
| 2022 | Don't Make Me Go                                 | Annie                    |                 |
| 2022 | This Is Christmas                                | Emma                     |                 |

### Televisión
| Año       | Título          | Personaje           | Notas                          |
| --------- | --------------- | ------------------- | ------------------------------ |
| 2007–2013 | Skins           | Effy Stonem         | Elenco principal; 39 episodios |
| 2012      | True Love       | Karen               | 2 episodios                    |
| 2013      | Southcliffe     | Anna Salter         | Protagonista (miniserie)       |
| 2013      | Walking Stories | Sara Campbell       | Lanzado a través de web        |
| 2020      | Spinning Out    | Kat Baker           | Protagonista; 10 episodios     |
| 2020      | The Pale Horse  | Hermia Easterbrook  | Protagonista (miniserie)       |
| 2024      | The Gentlemen   | Susan «Susie» Glass | Protagonista; 8 episodios      |
| 2024      | Senna           | Laura Harrison      | Elenco principal (miniserie)   |

### Vídeos musicales
| Año  | Título                | Notas           |
| ---- | --------------------- | --------------- |
| 2009 | Stay Too Long         | Plan B          |
| 2010 | She Said              | Plan B          |
| 2010 | Old Isleworth Girl    | The Ruskins     |
| 2010 | Love Goes Down        | Plan B          |
| 2011 | Writing's On The Wall | Plan B          |
| 2012 | Candy                 | Robbie Williams |